# Pleurona simillima
Pleurona simillima är en fjärilsart som beskrevs av Swinhoe 1917. Pleurona simillima ingår i släktet Pleurona och familjen nattflyn. Inga underarter finns listade i Catalogue of Life.